# Greguss Gyula

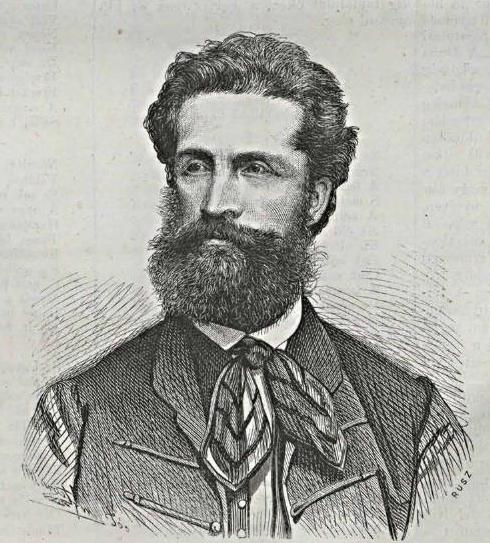
Portréja a Vasárnapi Ujságban

Greguss Gyula (Eperjes, 1829. december 3. – Pest, 1869. szeptember 5.) magyar természettudós, műfordító, a pesti evangélikus gimnázium igazgató-tanára, a Magyar Tudományos Akadémia és a Kisfaludy Társaság tagja. Greguss Mihály fia, Greguss Ágost öccse.

## Pályája
Greguss Mihály és Farkas Lívia gyermekeként született. Pozsonyban járt elemi iskolába, apja halála (1838) után anyjával Rozsnyóra költözött, ott folytatta a tanulást. Itt járta az akkori donátus, grammatika, szintaxis és retorikai osztályokat, míg a logika és fizika osztályait Pozsonyban végezte.
1847 őszén Eperjesre ment jogásznak. Még rozsnyói diák korában öt társával szövetkezve, az írói pályára készült; a köztük kiosztott szerep közül neki jutott Shakespeare és Calderon, és ezért tanulta a spanyol nyelvet és mindjárt utána a portugált is.
1848-ban csaknem befejezett jogi tanulmányait megszakítva, júniusban Ragályi Ferdinánd rozsnyókerületi képviselővel mint gyakornok a pesti országgyűlésre sietett, majd beállt honvédtüzérnek. Része volt a győri táborozásban, a schwechati csatában, a Simunich ellen folytatott harcokban. 1849-ben újoncok tanítására Debrecenbe, illetőleg Nagyváradra küldték, s Windischgrätz Budapestre vonulása napján a magyar utócsapatok legvégén, ágyúit ökrökkel vontatva, távozott a fővárosból.
A szigorú tél és a nehéz út viszontagságai megtörték, Debrecenben és Nagyváradon betegeskedett, tavasz felé pedig a bácskai sereghez rendeltetvén, Nagybecskereken csaknem áldozata lett kétszeresen kitört bajának. Alig lábadozva, ismét síkra szállt, részt vett az egész délmagyarországi hadjáratban a temesvári csatáig (augusztus 11.), mely után Mehádiáig verődvén, itt osztrák fogságba esett. Szökéssel menekülve, mint elcsigázott földönfutó Szarvasra ért, ahol bátyja, aki akkor ott tanár volt, némi támaszt nyújthatott neki.
Az 1850-es évek elején a bécsi polytechnikum növendéke lett. A politikai üldözésnek még itt sem volt vége, mert 1854 januárjában elfogták; pár hét múlva azonban visszanyerte szabadságát és ismét a tudománynak élhetett. Látogatta az egyetemet is és hat év alatt annyira kiképezte magát, hogy magában Bécsben azonnal tanszéket foglalhatott volna; de ő visszatért szerény magánnevelőnek Leiningen-Westerburg Károly özvegye házába.
1857-től kezdve tizenkét évig a pesti ágostai evangélikus gimnázium tanára, hat éven át igazgatója is volt. Tanári működését hivatalbeli társa Horváth Zsigmond, sírjánál mondott beszédében, röviden úgy jellemezte, hogy az ő tanárrá történt megválasztása a gimnázium reorganizálása volt; és e nyilatkozatot igazolja az a ritka tünemény, hogy őt egyháza tagjai, akik hálájukat jegyzőkönyvileg is megörökítették, és kortársai, tanítványai mind osztatlanul tisztelték, szerették.
Baja, mely 1864-ben kezdett jelentkezni, 1867 vége felé ismét erőt vett rajta és a hiába való fürdőzések után a gyógyíthatatlan kór, az atyjáéhoz hasonló bélfajulás 1869. szeptember 5-én megölte Pesten. A Kerepesi temetőben, a 26. parcellába temették, valódi sírhelye  már nem azonosítható, jelképes sírja a a 18-2-4 sírhelyen áll. Sírjának képe.
A Kisfaludy Társaságban 1870. február 5-én bátyja, Greguss Ágost tartott fölötte emlékbeszédet.

## Munkássága
Első írásai, valamint későbbi kedvtöltései költemények voltak, de ezeket nem adta ki. Jeles természettudós volt, népszerűen megírt fizikai könyveit a műveltebb olvasók is szívesen forgatták. A korabeli műfordítók sorában a legelső helyek egyikét foglalta el. Szerkesztette azt az emlékiratot, melyet az országos nőképezde fölállítása iránt, 7000 hölgy aláírásával, 1869-ben Deák Ferenc nyújtott be a képviselőháznak. 1867-től szerkesztette az MTA természettudományi szakosztályának értekezéseit. „Physikai műszótár”-t nyújtott be a magyar orvosok és természetvizsgálók egri gyűlésének (1868).
A Luziada V. énekét a Család Könyve (1856. Camoens életrajzával) közölte, az Inez de Castro epizódja (III. ének 118-135. st.) pedig a Pesti Naplóban (1856) jelent meg; az első éneket Toldy F. adta ki az Uj M. Múzeumban (1860.); írt még a Család Könyvébe (1855. A villanydelejes távirókról, Az óriás hajó, A szivárvány. 1856. Az éjszaki fény, 1857. Ujabb közlemények a sarkvidékről, A villanyosság alkalmazása óraművekre), a Pesti Naplóba (1857. 283. sz. Még egy szó a magyar Kosmosról), az Országba (1868. 76. sz. Könyvism.), a Budapesti Szemlébe (1865. Az újabb természettan iránya, 1868.) a M. Sajtóba (1865), Politikai Hetilapba (1865-1866), a pesti ág. ev. gymnasium Értesítőjébe (1867. A természettan tárgyalásáról), Az Országos Tanáregylet Közlönyébe (1867. Realismus és humanismus a középtanodákban, 1868. Félrepillantások a tanterv és tanárok ügyére), a Természettudom. Közlönybe (1869. A meteorologia haladása, Geologiai kert, Apró időközök mérése, A meleg mint munkás, A közlékenységről, 1873. Észrevételek a természettani műszótár ügyében, hátrahagyott irataiból), a Vasárnapi Ujságba (1869. Egy csésze kávé, 1870. A hő és nehézkedés), a Természetbe (1860. Geologiai kert, 1870. A veszett nyomok, A tűzhányók), az MTA Értesítőjébe (1870. Hő és nehézkedésről, kivonat, 1866. Az állandó nyomás az állandó térfogat melletti hőfoghatóságok különbségéről), a Mathem. és Term. Közleményekbe (IV. 1865-66. A Dunavíz hőmérséke). A Kisfaludy-társaságban 1868. ápr. 29. foglalta el székét: Határkérdések a szép- és a természettudományok között (Kisf.-társ. Évlapjai Uj F. IV.). Az Egyetemes M. Encyclopaediának is munkatársa volt.

## Munkái
- Közönséges természettan középtanodák alsó osztályai számára. Az MTA által a hölgyek díjával jutalmazott pályamunka. Pest, 1861. (Tudományok Csarnoka I.)
- A nemes fészek. Turgenyeff után ford. G. Pest, 1862
- Természettani földrajz. A mívelt rendek szükségeihez alkalmazva. A m. tudom. akadémia által a magyar hölgyek díjával jutalmazott pályamunka. Pest, 1864. (9. kőny. szin. földabroszszal. Tudományok Csarnoka IV. Ism. Vasárnapi Ujság. 22. sz.)
- Természettan. Középtanodák alsóbb oszt. számára, 179 ábrával. Pest, 1867. (2. átvizsgált kiadás Pest, 1869. 3. k. Bpest, 1873., 4. k., átvizsgálta Berecz Antal, 1875., 5. k., 1876., 6. k., 1877., 7. k. 1884. átdolg. Berecz A., 8. k. 1891. telj. átdolg. Berecz A. Bpest.)
- Luís de Camões Camoens Luziádája. Ford. és jegyzetekkel ellátta. Pest, 1865. (A portugál eposz magyar fordítását a Kisfaludy Társaság bocsátotta közre. Második kiadása: 1874.)
- A Duna vizének hőmérséke 1866-ban. Pest, 1867. (Mathem. és term. tud. Közlemények V. 4. sz.)
- Természeti képek. Pest, 1869. (a Corvina Könyvkiadó társulat kiadása.)
- Hő és nehézkedés. Pest, 1870. (Értekezések a term. tud. köréből II. 5.)
- Calderon: Az állhatatos fejedelem. Pest, 1870. (Győry Vilmossal együtt készített fordítás a Kisfaludy-Társaság Spanyol Színműtárában.)
- Greguss Gyula összegyüjtött értekezései. Budapest, 1876. (Szily Kálmán előszavával, Greguss Ágost emlékbeszédével.) Online